# Горње Уторе
Горње Уторе су насељено мјесто у Далмацији. Припадају општини Унешић у Шибенско-книнској жупанији, Република Хрватска.

## Географија
Горње Уторе се налазе око 9,5 км југоисточно од Унешића.

## Историја
До територијалне реорганизације у Хрватској насеље се налазило у саставу бивше велике општине Дрниш.

## Становништво
Према попису становништва из 2011. године, насеље Горње Уторе је имало 64 становника.
| Демографија | Демографија | Демографија |
| Година      | Становника  | Становника  |
| ----------- | ----------- | ----------- |
| 1961.       | 387         |             |
| 1971.       | 375         |             |
| 1981.       | 232         |             |
| 1991.       | 159         |             |
| 2001.       | 83          |             |
| 2011.       |             | 64          |